# Щиров, Сергей Сергеевич
Сергей Сергеевич Щиров (6 февраля 1916, с. Акимовка, Таврическая губерния, Российская империя — 7 апреля 1956, Казань, РСФСР) — подполковник Советской Армии, участник Великой Отечественной войны, Герой Советского Союза (1942).

## Биография
Родился 6 февраля 1916 года в селе Акимовка (ныне — посёлок Акимовского района Запорожской области Украины) в семье крестьянина. С 1927 года проживал в Севастополе. Окончил пять классов школы, затем школу фабрично-заводского ученичества. Одновременно окончил Севастопольскую планерную школу и Мелитопольский аэроклуб. В 1932—1935 годах проходил службу в Рабоче-крестьянской Красной Армии. В 1939 году повторно призван в армию. В 1940 году окончил Качинскую военную авиационную школу лётчиков.

### Война и послевоенные годы
С первого дня Великой Отечественной войны участвовал в боевых действиях. Принимал участие в сражениях на Юго-Западном, Калининском, Северо-Кавказском фронтах. В августе 1942 года был представлен к званию Героя Советского Союза, но награда была заменена на орден Ленина.
Воевал в составе 87-го, 10-го и 518-го истребительных авиаполков, к ноябрю 1942 года был инструктором по технике пилотирования 236-й истребительной авиадивизии Закавказского фронта в звании капитана. К тому времени он совершил 258 боевых вылетов, принял участие в 38 воздушных боях, сбив 14 самолётов противника лично и ещё 3 — в группе.
Указом Президиума Верховного Совета СССР «О присвоении звания Героя Советского Союза начальствующего и рядового состава Красной Армии» от 13 декабря 1942 года за «образцовое выполнение боевых заданий командования на фронте борьбы с немецкими захватчиками и проявленные при этом отвагу и геройство» удостоен звания Героя Советского Союза с вручением ордена Ленина за № 9598 и медали «Золотая Звезда» за № 587.
Всего за время войны совершил 348 боевых вылетов, принял участие в 70 воздушных боях, сбив 18 самолётов противника лично и ещё 4 — в группе.
С 28 июля 1944 года командовал 267-м истребительным авиационным полком. С ноября 1944 года с полком участвовал в освобождении Югославии.
После окончания войны продолжил службу в рядах ВВС.
После победы готовился к участию в воздушном параде над Красной площадью, но после вечеринки у артиста Леонида Двинина, знакомая Героя Советского Союза подполковника П. С. Середы — земляка Щирова, с которым тот поддерживал дружеские отношения, написала на них донос. В доносе утверждалось, что во время парада Щиров и Середа собираются врезаться на своих истребителях в трибуну Мавзолея, чтобы уничтожить высшее советское руководство. Уголовное дело по этому доносу не возбуждалось, но от участия в параде Щирова и Середу отстранили и «взяли на карандаш» (одна из причин, почему Середа впоследствии не поднялся по служебной лестнице выше генерал-майора). Одну из присутствовавших на вечеринке девушек арестовали «за связь с английской разведкой». Сам Щиров по поводу этих обвинений позже заявил на допросе: «Чушь какая-то».
С 1947 года он служил в Управлении ВВС.

### Конфликт с Берией
Из материалов уголовного дела Щирова (которое не рассекречивалось до 1980-х годов) известно, что во время его службы в Москве на его жену «положил глаз» заместитель председателя Совета Министров Л. П. Берия, курировавший в советском правительстве органы государственной безопасности, который стал добиваться её в своей привычной манере, направляя за ней одного из своих подручных в звании полковника, который бесцеремонно появлялся в квартире Щирова, не представлялся и ни с кем не разговаривал, а сразу же увозил его жену по вызову Берии, присутствие мужа и других жильцов в квартире его совершенно не волновало. Тогда Щиров сказал жене: «Езжай к своему Берии и скажи, что для этих целей у тебя есть муж. Если через час не вернёшься, меня не увидишь никогда». Она вернулась через час, после чего визиты подручного Берии прекратились, но продолжались телефонные звонки, теперь уже от самого Берии. Щиров обратился к командованию ВВС с рапортом отправить его служить в авиационных частях, но его не отпустили. Для того, чтобы избавиться от докучавшего ему Щирова, Берия добился сперва отправки его в командировку вместе с группой офицеров авиации в Прикарпатский военный округ, а затем его увольнения с действительной военной службы в запас и перевода из Управления ВВС в Москве в Узбекистан, начальником Ташкентского аэроклуба ОСОАВИАХИМ. Будучи переведённым в Ташкент без жены, Щиров повстречал там Людмилу Вильчинскую, студентку Ташкентского экономического института, с которой они проводили вместе вечера, ходили на танцплощадку. У них завязались романтические отношения, и Щиров, под давлением обстоятельств и предчувствуя свой арест в скором времени, решился на побег за границу вместе с ней. В один из дней марта 1949 года он привёл её на аэродром, где велел подготовить самолёт У-2 к вылету, они уже сели в кабину, он завёл двигатель и собирался взлетать, но дежурный по аэродрому поднял тревогу, и попытка сорвалась. Поскольку несанкционированный вылет являлся мелким нарушением порядка и не приравнивался автоматически к попытке бегства за границу, задержаны Щиров и его спутница не были.
Вскоре Щиров был вызван в Москву, в Управление ВВС, якобы по служебному вопросу, но понял, что его там уже ждут, чтобы арестовать, поэтому предпринял вторую попытку бегства, теперь уже самостоятельно, для чего отправился не напрямую в Москву, а через Ленинакан, где, по официальной версии, он добрался до советско-турецкой границы и попытался её пересечь.

### Арест и заключение
Согласно материалам дела, на рассвете 7 апреля 1949 года Щиров попытался перейти государственную границу СССР, но был задержан пограничным патрулём. 9 апреля он был арестован за попытку измены родине по обвинению в «попытке запланированного побега за границу для дальнейшей борьбы против СССР». Якобы после побега в Турцию он собирался перебраться оттуда во Францию, где жили его французские друзья-сослуживцы военных лет из полка «Нормандия-Неман». Под пытками признался в участии в «контрреволюционном заговоре», «работе на иностранные разведки» и так далее, но какие-либо контрреволюционные связи с французами, югославами и поляками, несмотря на пытки, упорно и категорически отрицал. Касательно своей первой попытки бегства, на допросе взял вину на себя, заявив: «Людмила ни в чём ни виновата. <…> Я сказал, что просто её покатаю. Да, сказал, „улечу“ тебя за границу». Добивался для себя суда военного трибунала, которому намеревался сходу изложить причины своего ареста и свой личный конфликт с Л. П. Берией, но в МГБ не могли допустить, чтобы Щиров попал в руки военных и 12 ноября 1949 года Особое совещание при МГБ СССР безо всякого суда приговорило его к 25 годам лишения свободы с отбытием наказания в особых лагерях в Коми АССР — № 6 под Воркутой, а затем № 1 под Интой.
Из его показаний, выбитых сотрудниками МГБ в ходе пыток в Ереване и в Москве, может быть истолковано, почему столь нерешительно, по-дилетантски он пытался пересечь границу, — импульсивность и непоследовательность его действий объяснимы крайней эмоциональной возбуждённостью от пережитого. Генерал-майор авиации А. В. Ворожейкин впоследствии вспоминал в своих мемуарах, что, когда им официально сообщили о том, что Щиров якобы «являлся шпионом иностранного государства и арестован при попытке перейти границу», а завербован он был будто бы ещё в Югославии, ему стало понятно, почему тот расплакался, когда они с Щировым отдыхали вместе с семьями в Алупке — сразу вслед за тем, как жена внезапно уехала в Москву («по вызову»).
Кроме самого Щирова, по его делу был арестован артист драмтеатра Ю. Козицын, осуждённый Особым совещанием 20 сентября 1950 года на 8 лет ИТЛ за «недоносительство о готовившейся Щировым измене родине».
Указом Президиума Верховного Совета СССР от 26 декабря 1950 года Щиров Сергей Сергеевич лишён звания Героя Советского Союза и всех государственных наград.
14 сентября 1951 года, уже находясь в лагере, получил без суда повторный срок по статье 58.2 («покушение на захват власти») и 58.11 УК РСФСР («контрреволюционная организация») ещё 25 лет лишения свободы за готовившееся им «вооружённое восстание».
Большую часть времени в заключении провёл в карцере и бараке усиленного режима (БУР). О том, как он себя вёл в заключении и почему его регулярно держали в БУРе, повествует один из его солагерников:

[Начальник БУРа] с садистическим удовольствием заливал пол в камерах бура ледяной водой — чтоб сидели на нарах, поджав ноги; по малейшему поводу надевал на своих подопечных наручники, избивал. <…> [Щиров] из бура практически не вылезал. Лагерный срок Щиров получил за то, что обиделся на Берию. Лаврентию Павловичу приглянулась красивая жена летчика, и её доставили к нему на дом. Про то, как это делалось, написано и рассказано так много, что нет смысла вдаваться в подробности. Как правило, мужья бериевских наложниц шума не поднимали, а Щиров поднял. Вот и попал в Минлаг. Он и здесь не унимался: о своем деле рассказывал всем и каждому, а как только в лагерь приезжала очередная комиссия и спрашивала, обходя бараки: «Вопросы есть?» — Щиров немедленно откликался:

— Есть. Берию еще не повесили?

Его немедленно отправляли в бур, но ведь и туда время от времени наведывались комиссии с тем же обязательным вопросом. И всякий раз Щиров выскакивал со своим:

— Есть вопрос! Берию не повесили?
Его били, сажали в карцер, но Герой не поддавался перевоспитанию.— Фрагмент воспоминаний Валерия Фрида
В 1953 году, незадолго до того, как Берия был смещён с занимаемых должностей, Щиров был этапирован в Москву, где на допросе у военного прокурора сообщил, что в побеге и всех прочих антисоветских преступлениях он «сознался» под пытками на Лубянке, и дал следующие показания: «Я никогда не собирался изменять Родине. Выслушайте меня… Весь мой побег — это инсценировка. Я поехал на границу, туда, где служил, в район Ленинакана, я там знал все тропки и никак не мог заблудиться. Я же говорил следователям: так границы не переходят».

### Освобождение и повторное заключение
На то время вопрос о реабилитации С. Щирова прокуратурой не ставился. 11 февраля 1954 года Генеральный прокурор СССР Р. А. Руденко подписал два протеста, в которых говорилось, что «антисоветские настроения Щирова были вызваны тем, что враг народа Берия разрушил его семейную жизнь» и предлагалось в связи с этим меры наказания по обоим делам снизить до 5 лет и освободить Щирова от отбывания наказания по амнистии.
Протесты были удовлетворены Военной коллегией Верховного Суда СССР от 17 февраля 1954 года. Наказания по первому и второму делу снижены до пяти лет, исключено поражение в правах и он был освобождён от дальнейшего отбывания наказания на основании Указа Президиума Верховного Совета СССР от 27 марта 1953 года «Об амнистии», со снятием судимости. Фактически освобождён 5 марта 1954 года из Минерального исправительно-трудового лагеря Коми АССР. Из тюрьмы Щиров вышел уже тяжело больным человеком, без денег и жилья. В Москве он пытался навестить давних товарищей, с которыми воевал и работал, но мало кто желал общаться со «злостным оговорщиком руководителей партии и правительства». И всё же бывшие друзья собрали немного денег на дорогу и помогли ему доехать до Акимовки.
Щиров устроился работать фотографом на рынке в родном селе. Добивался своей реабилитации и наказания истинных виновных, так как следствие по его делу велось под руководством В. С. Абакумова и В. И. Комарова, осуждённых по делу Берии и уже расстрелянных к тому времени как врагов народа.
Но поскольку он не шёл на компромиссы и требовал наказания всех причастных к его злоключениям, включая тюремных чинов в местах заключения и партийных работников, оставшихся на своих постах, дальнейшие события не заставили себя ждать. Весной 1955 года в Акимовку, где проживал Щиров, прибыла группа задержания, люди в штатском, не представившись, предложили ему проехать вместе с ними в Одессу под предлогом того, что министр обороны СССР маршал Жуков собирается восстановить его в звании Героя. Щиров заявил, что он не верит им, и добавил: «Отправлюсь к маршалу Жукову лишь в том случае, если он выставит охрану от Акимовки до Одессы». Той же ночью он исчез. Как оказалось впоследствии, его вывезли в Одессу насильно, опять же без суда и следствия, а вместо реабилитации у него по приказу властей диагностировали «спорадический психоз», в связи с которым он был принудительно помещён в психиатрическое учреждение закрытого типа в Одессе, где его подвергли насильственному «лечению»: уколы в спинной мозг приносили невыносимую боль и по-настоящему разрушали психику. 14 июля 1955 года Щиров сбежал из больницы, а в медицинской карточке была сделана запись о его «выбытии». Он вернулся домой в Акимовку, но уже через трое суток, 17 июля 1955 года, его связанным увезли из дома снова в Одессу. С 20 июля по 17 октября 1955 года он находился в Одесской психиатрической больнице, после чего его перевели в Казанскую тюремную психиатрическую больницу НКВД СССР, где он содержался до своей смерти 7 апреля 1956 года.

### Реабилитация
Однополчане Щирова по фронтовым частям после его гибели долго и тщетно добивались его полной реабилитации и восстановления доброго имени. Наконец, 30 сентября 1988 года С. Щиров по первому делу был посмертно реабилитирован решением Пленума Верховного Суда СССР «за отсутствием состава преступления». Указом Президиума Верховного Совета СССР от 14 апреля 1989 года восстановлен в звании Героя Советского Союза.

## Семья
- Жена (с 7 ноября 1944) — Софья Матвеевна, урождённая Вольская; во время нахождения мужа под арестом вышла замуж за сотрудника госбезопасности[22].

## Награды
- Медаль «Золотая Звезда» № 587 Героя Советского Союза (13.12.1942);
- два ордена Ленина № 9596, № 9598 (23.10.1942, 13.12.1942);
- орден Красного Знамени № 40379 (04.11.1942);
- Орден Кутузова 3-й степени № 6986 (22.04.1945);
- орден Александра Невского № 3554 (30.09.1943);
- орден Отечественной войны 1-й степени № 81445 (20.09.1944);
- орден Красной Звезды № 22052 (29.12.1941);
- медали, в том числе:
  - «За боевые заслуги» (06.05.1946);
  - «За оборону Кавказа»;
  - «За победу над Германией в Великой Отечественной войне 1941—1945 гг.»;
  - «За освобождение Белграда»;
  - «30 лет Советской Армии и Флота».

### Иностранные награды
- Орден Партизанской звезды III степени (с винтовками) № 1197 (Югославия) (21.06.1945)[23]

## Память
- На здании аэроклуба, где ранее располагалась Мелитопольская авиационная школа, в которой обучался Герой, 17 августа 2013 года установлена мемориальная доска[24].